# V (1983)

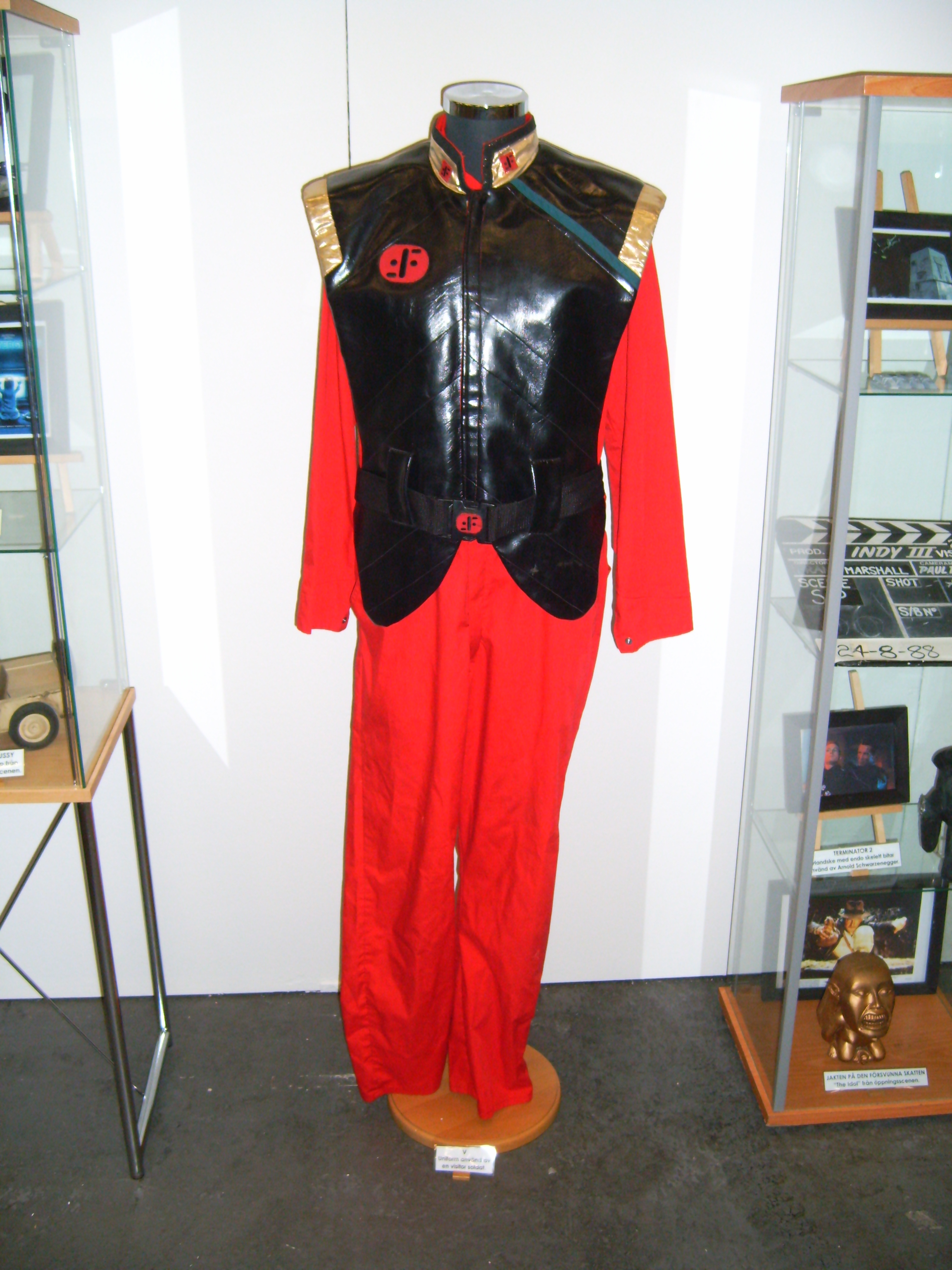
Uniform zoals gedragen in "V"

V is een sciencefiction-televisieserie over buitenaardse bezoekers (Visitors). De reeks begon als een tweedelige televisiefilm van ongeveer 200 minuten in 1983, geschreven en geregisseerd door Kenneth Johnson. Deze sloeg dermate goed aan dat er een jaar later een driedelig vervolg verscheen onder de titel V: The Final Battle. Hierop volgde de televisieserie V: The Series (1984-1985), die zich ongeveer een jaar na afloop van The Final Battle afspeelt.
Het originele V was structuurgewijs gebaseerd op het boek It Can't Happen Here van Sinclair Lewis.

## Verhaal
Wanneer er een vloot ruimteschepen in New York landt, blijken tot grote verrassing van de mensheid de buitenaardse bezoekers menselijke wezens te zijn. De buitenaardsen, onder leiding van John (Richard Herd) en zijn rechterhand Diana (Jane Badler), vertellen gekomen te zijn van een beschaving die technisch veel verder is dan de onze. Ze bezoeken de aarde om de mensheid te helpen niet dezelfde fouten te maken die zij op hun wereld hebben gemaakt. Ze willen hun veel verder gevorderde technische kennis met de mensen delen en hopen dat de mensheid hen aan stoffen wil helpen die zij tekortkomen op hun wereld.
De politieke leiders op aarde gaan de samenwerking aan, waarop verschillende buitenaardsen klimmen op de politieke ladder van de mensheid. Onder hun invloed, worden de mogelijkheden van met name aardse wetenschappers aan banden gelegd. Televisiejournalist Mike Donovan (Marc Singer) denkt er het zijne van en sluipt binnen in een van de buitenaardse schepen. Hij ontdekt dat de bezoekers reptilians zijn die zich voordoen als humanoïden. Hij en zijn camera zijn er getuige van wanneer Diana levende zoogdieren en vogels opeet. De schepen bevatten grote reservoirs met per stuk 'verpakte' mensen, die de bezoekers vanwege het water in hun lichaam als voedsel mee willen nemen.
Donovan spoedt zich met zijn opnames terug naar zijn redactie, maar voor hij de beelden kan uitzenden, onderbreken de buitenaardsen de uitzending. Hierop wordt hij tot voortvluchtige uitgeroepen, gezocht door zowel de mensheid als de bezoekers. Hij moet onderduiken.
Aardse wetenschappers worden steeds verder onderdrukt en aangewezen als schuldig aan de problemen waar de mensheid mee kampt, aangezien zij degenen zijn die de meeste kans hebben de bezoekers te ontmaskeren. Mensen met belangrijke posities worden uitgenodigd voor een bezoek aan Diana. Zij bekeert deze met haar telepathische gave tot marionetten van de bezoekers. Andere mensen gaan 'gewoon' over tot samenwerking of -leving met de nieuwe aardbewoners. Ze zijn blind of ongevoelig voor hun praktijken, zoals Daniel Bernstein (David Packer), de kleinzoon van de sceptische Holocaust-overlevende Abraham (Leonardo Cimino) die een herhaling voelt aankomen. Het meisje Robin Maxwell (Blair Tefkin) gaat zelfs naar bed met de buitenaardse Brian (Peter Nelson) en raakt zwanger van hem. Er heerst een nieuwe orde op de wereld. Donovan blijft aan het einde van V over met een klein groepje aan ondergronds verzet, waaronder de knappe wetenschapster Juliet Parrish (Faye Grant). De hoop van het verlichte deel van de mensheid is op hun gevestigd in het vervolg, The Final Battle.

## Vervolgen
- V: The Final Battle
- V: The Series

## V (2009)
In het jaar 2009 is er een remake gemaakt van de serie uit de jaren 80. Het 2e seizoen van de reeks liep begin 2011 in de Verenigde Staten.

## Trivia
- De oorspronkelijke afleveringen van V werden door gemiddeld 80 miljoen kijkers per episode bekeken. Daarmee was V het best bekeken programma van NBC in twee jaar tijd.
- V moest oorspronkelijk een trouwe metafoor worden voor de overname van Duitsland door de nazi's. Door het succes van het eerder verschenen Star Wars werd het verhaal onder druk van de producenten aangepast.
- Actrice Dominique Dunne zou oorspronkelijk de rol van Robin Maxwell spelen. Ze was thuis aan het repeteren met mede-acteur Packer, toen haar ex-vriend John Sweeny haar daar aanviel. Dunne raakte in coma en overleed vijf dagen later.
- Vanwege de vervolgdelen die verschenen na V, wordt naar de eerste tweedelige film doorgaans verwezen als V: The Original Miniseries
- Reptielachtige humanoïden komen voor in verschillende grootschalige complottheorieën.